# McDonnell Douglas DC-9

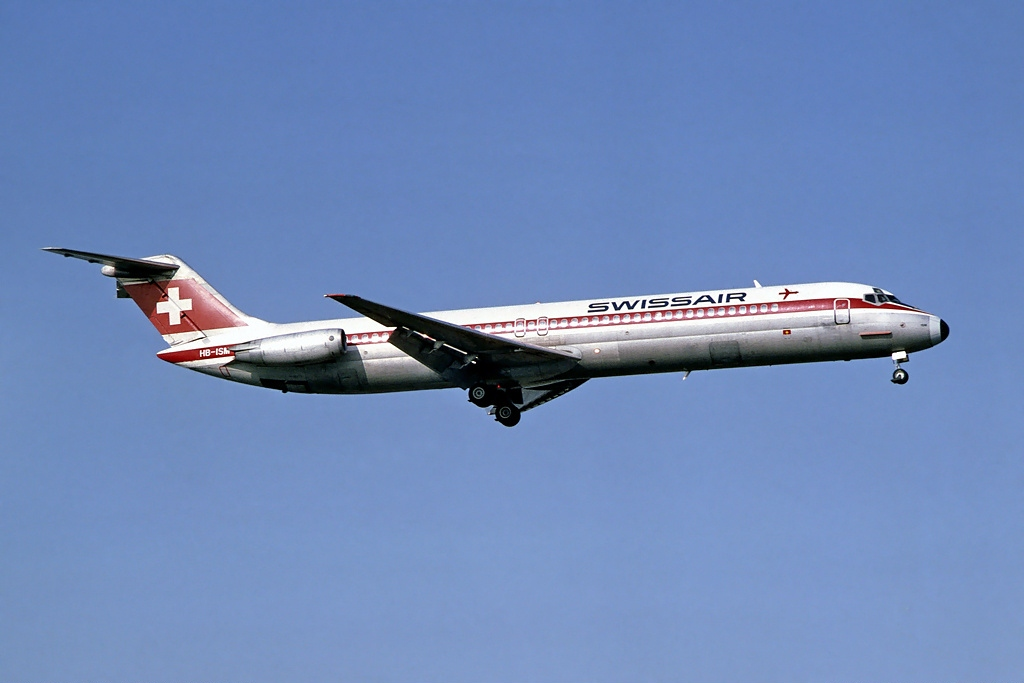
McDonnell Douglas DC-9-51 авіакомпанії Swissair заходить на посадку в Лондонський аеропорт Хітроу (1983).

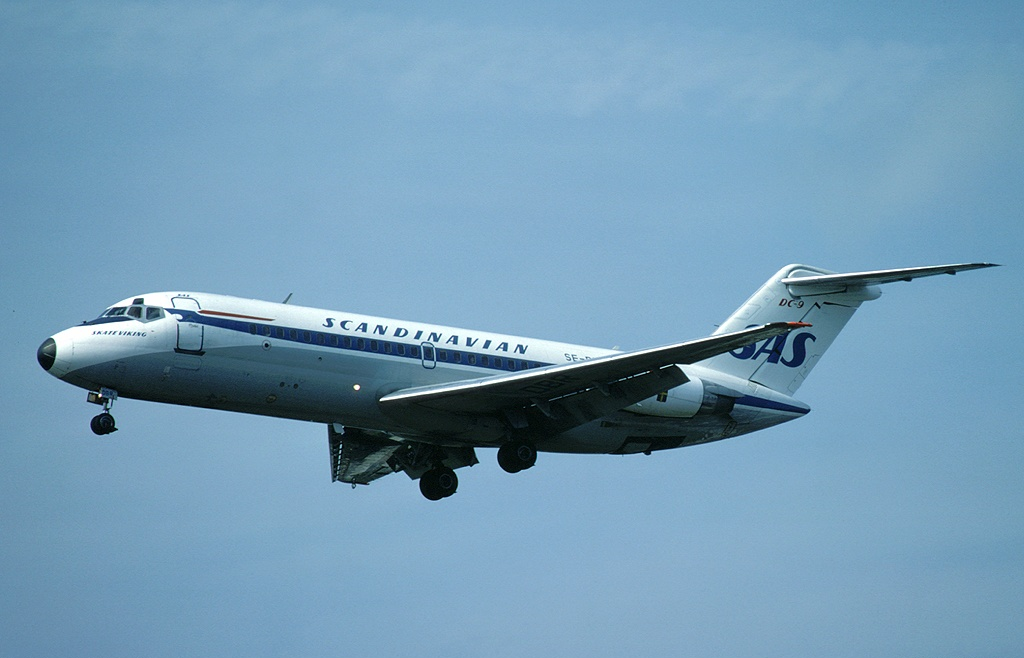
McDonnell Douglas DC-9-21 авіакомпанії Scandinavian Airlines System

McDonnell Douglas DC-9 або ж просто DC-9 (укр. Макдоннелл Дуглас ДС-9) — дводвигунний реактивний близькомагістральний літак. Почав вироблятися в 1965 році, перший політ був здійснений через рік. Останній DC-9 був випущений у жовтні 1982 року, а його замінила подовжена версія MD-80.